# St. Petersburg Open 2001 - Qualificazioni singolare
Le qualificazioni del singolare  dello  St. Petersburg Open 2001 sono state un torneo di tennis preliminare per accedere alla fase finale della manifestazione. I vincitori dell'ultimo turno sono entrati di diritto nel tabellone principale. In caso di ritiro di uno o più giocatori aventi diritto a questi sono subentrati i lucky loser, ossia i giocatori che hanno perso nell'ultimo turno ma che avevano una classifica più alta rispetto agli altri partecipanti che avevano comunque perso nel turno finale.
Le qualificazioni del torneo St. Petersburg Open 2001 prevedevano 32 partecipanti di cui 4 sono entrati nel tabellone principale.

## Teste di serie
1. Sargis Sargsian (Qualificato)
2. Attila Sávolt (Qualificato)
3. Irakli Labadze (Qualificato)
4. Michaël Llodra (Qualificato)

1. Julian Knowle (ultimo turno)
2. Michael Kohlmann (primo turno)
3. Dick Norman (ultimo turno)
4. Justin Gimelstob (ultimo turno)

## Qualificati
1. Sargis Sargsian
2. Attila Sávolt

1. Irakli Labadze
2. Michaël Llodra

## Tabellone

### Legenda
| - Q = Qualificato - WC = Wild card - LL = Lucky loser | - ALT = Alternate - SE = Special Exempt - PR = Protected Ranking | - w/o = Walkover - r = Ritirato - d = Squalificato |

### Sezione 1
|  | Primo turno    | Primo turno      | Primo turno      | Primo turno | Primo turno |  |  | Secondo turno | Secondo turno   | Secondo turno  | Secondo turno | Secondo turno |   |   | Ultimo turno | Ultimo turno    | Ultimo turno    | Ultimo turno | Ultimo turno |  |
|  |                |                  |                  |             |             |  |  |               |                 |                |               |               |   |   |              |                 |                 |              |              |  |
|  | 1              | Sargis Sargsian  | Sargis Sargsian  | 6           | 6           |  |  |               |                 |                |               |               |   |   |              |                 |                 |              |              |  |
|  |                | Malte Commandeur | Malte Commandeur | 1           | 0           |  |  | 1             | Sargis Sargsian | 2              | 6             | 6             |   |   |              |                 |                 |              |              |  |
|  | Dmitri Vlasov  | Dmitri Vlasov    | 2                | 6           | 6           |  |  |               | Dmitri Vlasov   | 6              | 3             | 3             |   |   |              |                 |                 |              |              |  |
|  | Željko Krajan  | Željko Krajan    | 6                | 3           | 3           |  |  |               |                 |                |               |               |   |   | 1            | Sargis Sargsian | Sargis Sargsian | 6            | 6            |  |
|  | Radek Štěpánek | Radek Štěpánek   | Radek Štěpánek   | 6           | 6           |  |  |               |                 | 5              | Julian Knowle | Julian Knowle | 2 | 4 |              |                 |                 |              |              |  |
|  | Thomas Shimada | Thomas Shimada   | Thomas Shimada   | 3           | 2           |  |  |               | Radek Štěpánek  | Radek Štěpánek | 6(1)          | 3             |   |   |              |                 |                 |              |              |  |
|  | 5              | Julian Knowle    | Julian Knowle    | 6           | 6           |  |  | 5             | Julian Knowle   | Julian Knowle  | 7             | 6             |   |   |              |                 |                 |              |              |  |
|  |                | Alexander Waske  | Alexander Waske  | 3           | 3           |  |  |               |                 |                |               |               |   |   |              |                 |                 |              |              |  |

### Sezione 2
|  | Primo turno    | Primo turno            | Primo turno    | Primo turno | Primo turno |  |  | Secondo turno | Secondo turno    | Secondo turno | Secondo turno    | Secondo turno    |   |   | Ultimo turno | Ultimo turno  | Ultimo turno  | Ultimo turno | Ultimo turno |  |
|  |                |                        |                |             |             |  |  |               |                  |               |                  |                  |   |   |              |               |               |              |              |  |
|  | 2              | Attila Sávolt          | 6              | 5           | 6           |  |  |               |                  |               |                  |                  |   |   |              |               |               |              |              |  |
|  |                | Jean-François Bachelot | 3              | 7           | 2           |  |  | 2             | Attila Sávolt    | Attila Sávolt | 6                | 7                |   |   |              |               |               |              |              |  |
|  | Igor' Kunicyn  | Igor' Kunicyn          | Igor' Kunicyn  | 6           | 6           |  |  |               | Igor' Kunicyn    | Igor' Kunicyn | 4                | 5                |   |   |              |               |               |              |              |  |
|  | Nikolay Mishin | Nikolay Mishin         | Nikolay Mishin | 0           | 1           |  |  |               |                  |               |                  |                  |   |   | 2            | Attila Sávolt | Attila Sávolt | 6            | 6            |  |
|  | Petr Luxa      | Petr Luxa              | Petr Luxa      | 6           | 6           |  |  |               |                  | 8             | Justin Gimelstob | Justin Gimelstob | 3 | 3 |              |               |               |              |              |  |
|  | Vitalij Švec   | Vitalij Švec           | Vitalij Švec   | 2           | 1           |  |  |               | Petr Luxa        | 6             | 4                | 3                |   |   |              |               |               |              |              |  |
|  | 8              | Justin Gimelstob       | 1              | 6           | 6           |  |  | 8             | Justin Gimelstob | 4             | 6                | 6                |   |   |              |               |               |              |              |  |
|  |                | Alexander Peya         | 6              | 4           | 2           |  |  |               |                  |               |                  |                  |   |   |              |               |               |              |              |  |

### Sezione 3
|  | Primo turno      | Primo turno      | Primo turno      | Primo turno | Primo turno |  |  | Secondo turno    | Secondo turno    | Secondo turno    | Secondo turno  | Secondo turno  |   |   | Ultimo turno | Ultimo turno   | Ultimo turno   | Ultimo turno | Ultimo turno |  |
|  |                  |                  |                  |             |             |  |  |                  |                  |                  |                |                |   |   |              |                |                |              |              |  |
|  | 3                | Irakli Labadze   | 3                | 7           | 6           |  |  |                  |                  |                  |                |                |   |   |              |                |                |              |              |  |
|  |                  | Jonathan Stark   | 6                | 63          | 1           |  |  | 3                | Irakli Labadze   | Irakli Labadze   | 7              | 6              |   |   |              |                |                |              |              |  |
|  | Orest Tereščuk   | Orest Tereščuk   | 2                | 6           | 6           |  |  |                  | Orest Tereščuk   | Orest Tereščuk   | 6              | 3              |   |   |              |                |                |              |              |  |
|  | Tuomas Ketola    | Tuomas Ketola    | 6                | 1           | 4           |  |  |                  |                  |                  |                |                |   |   | 3            | Irakli Labadze | Irakli Labadze | 6            | 6            |  |
|  | Alexander Shvets | Alexander Shvets | Alexander Shvets | 6           | 6           |  |  |                  |                  |                  | Igor Kornienko | Igor Kornienko | 3 | 1 |              |                |                |              |              |  |
|  | Pavel Lobanov    | Pavel Lobanov    | Pavel Lobanov    | 2           | 1           |  |  | Alexander Shvets | Alexander Shvets | Alexander Shvets | 1              | 65             |   |   |              |                |                |              |              |  |
|  |                  | Igor Kornienko   | 6                | 6           | 6           |  |  | Igor Kornienko   | Igor Kornienko   | Igor Kornienko   | 6              | 7              |   |   |              |                |                |              |              |  |
|  | 6                | Michael Kohlmann | 3                | 7           | 2           |  |  |                  |                  |                  |                |                |   |   |              |                |                |              |              |  |

### Sezione 4
|  | Primo turno             | Primo turno             | Primo turno             | Primo turno | Primo turno |  |  | Secondo turno | Secondo turno           | Secondo turno           | Secondo turno | Secondo turno |   |   | Ultimo turno | Ultimo turno   | Ultimo turno   | Ultimo turno | Ultimo turno |  |
|  |                         |                         |                         |             |             |  |  |               |                         |                         |               |               |   |   |              |                |                |              |              |  |
|  | 4                       | Michaël Llodra          | Michaël Llodra          | 6           | 6           |  |  |               |                         |                         |               |               |   |   |              |                |                |              |              |  |
|  |                         | Denis Golovanov         | Denis Golovanov         | 1           | 2           |  |  | 4             | Michaël Llodra          | Michaël Llodra          | 6             | 6             |   |   |              |                |                |              |              |  |
|  | Kirill Ivanov-Smolensky | Kirill Ivanov-Smolensky | Kirill Ivanov-Smolensky | 6           | 6           |  |  |               | Kirill Ivanov-Smolensky | Kirill Ivanov-Smolensky | 3             | 3             |   |   |              |                |                |              |              |  |
|  | Andrei Mazkun           | Andrei Mazkun           | Andrei Mazkun           | 1           | 4           |  |  |               |                         |                         |               |               |   |   | 4            | Michaël Llodra | Michaël Llodra | 6            | 6            |  |
|  | Oscar Burrieza-Lopez    | Oscar Burrieza-Lopez    | 5                       | 7           | 6           |  |  |               |                         | 7                       | Dick Norman   | Dick Norman   | 3 | 4 |              |                |                |              |              |  |
|  | Ján Krošlák             | Ján Krošlák             | 7                       | 5           | 4           |  |  |               | Oscar Burrieza-Lopez    | 5                       | 6             | 3             |   |   |              |                |                |              |              |  |
|  | 7                       | Dick Norman             | Dick Norman             | 6           | 6           |  |  | 7             | Dick Norman             | 7                       | 4             | 6             |   |   |              |                |                |              |              |  |
|  |                         | Andrej Merinov          | Andrej Merinov          | 1           | 4           |  |  |               |                         |                         |               |               |   |   |              |                |                |              |              |  |